# Política educacional
Política educacional é uma série de medidas planejadas e implementadas por um governo no campo da educação, intervindo nos processos formativos e informativos desenvolvidos em sociedade.
As políticas educacionais podem ser definidas como clara/visível, ou então obscura/camuflada.
Há duas versões de política educacional que são vistas como correspondentes às práxis políticas aristotélicas ( política educacional tecnocrática) e platônicas (política educacional municipalizante).